# AGM-12 Bullpup
AGM-12 Bullpup var en amerikansk attackrobot som användes under vietnamkriget. Den ersattes under 1970-talet av AGM-65 Maverick och laserstyrda bomber.

## Historia
Under Koreakriget blev det uppenbart att precisionsbombning med konventionella bomber eller ostyrda raketer mot små mål var svårt, i synnerhet under fientlig eldgivning. År 1953 begärde därför USA:s flotta in konstruktionsförslag på en radiostyrd raket som kunde avfyras från säkert avstånd men ändå träffa sitt mål med god precision. Uppdraget gick 1954 till Glenn L. Martin Company i Orlando, Florida och i april 1959 togs roboten i tjänst i US Navy. Denna fick beteckningen ASM-N-7.
Räckvidden visade sig vara otillräcklig och 1960 togs i stället ASM-N-7A i tjänst. Den nya modellen hade en Thiokol-motor som gav en räckvidd på 11 kilometer. Även flygvapnet införskaffade den och gav den beteckningen GAM-83.
År 1962 började man testa en uppskalad variant av roboten med dubbelt så stor sprängladdning och med kraftigare motor som gav ännu längre räckvidd. Den nya roboten fick beteckningen ASM-N-7B. I juni 1963 infördes nya försvarsmaktsgemensamma beteckningar för all materiel varvid ASM-N-7A blev AGM-12B och ASM-N-7B blev AGM-12C.
| Flottans beteckning | Flygvapnets beteckning | Gemensam beteckning | Namn      |
| ------------------- | ---------------------- | ------------------- | --------- |
| ASM-N-7             | GAM-83                 | AGM-12A             | —         |
| ASM-N-7A            | GAM-83A                | AGM-12B             | Bullpup A |
| ASM-N-7B            | —                      | AGM-12C             | Bullpup B |
| —                   | GAM-83B                | AGM-12D             | Bullpup D |

AGM-12D var en modifierad AGM-12B som i stället för en konventionell sprängladdning bar en W45 kärnladdning. Olika varianter hade sprängkrafter på ½, 1, 5, 8, 10, eller 15 kiloton. Flygvapnet beställde senare också varianten AGM-12E som var en AGM-12C med sprängladdningen utbytt mot en klusterladdning.

### Vietnamkriget
Både AGM-12B och AGM-12C användes i Vietnamkriget med ganska mediokert resultat. Eftersom piloten var tvungen att både se och styra roboten under hela flygtiden så blev han, tvärt emot vad som hade avsetts, mer sårbar för fientlig eld. Dessutom visade det sig vara svårt för piloten att styra både roboten och sitt flygplan samtidigt.

## Användare
- Australiens flygvapen
- Royal Navy
- Storbritanniens flygvapen
- Danmarks flygvapen
- Greklands flygvapen
- Israels flygvapen
- Norges flygvapen
- Taiwans flygvapen
- Turkiets flygvapen
- USA:s flotta
- USA:s flygvapen

## Bilder

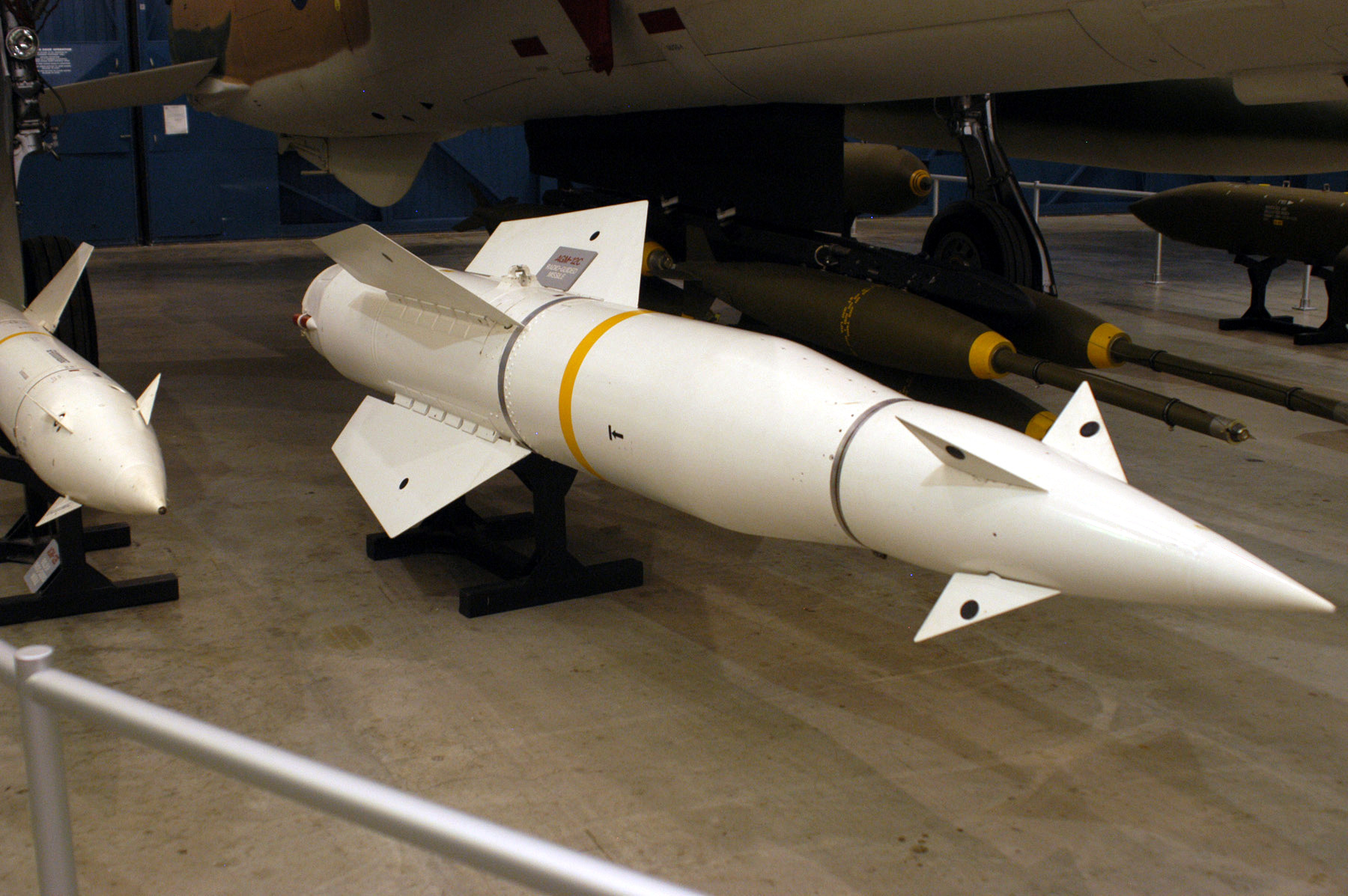
AGM-12C
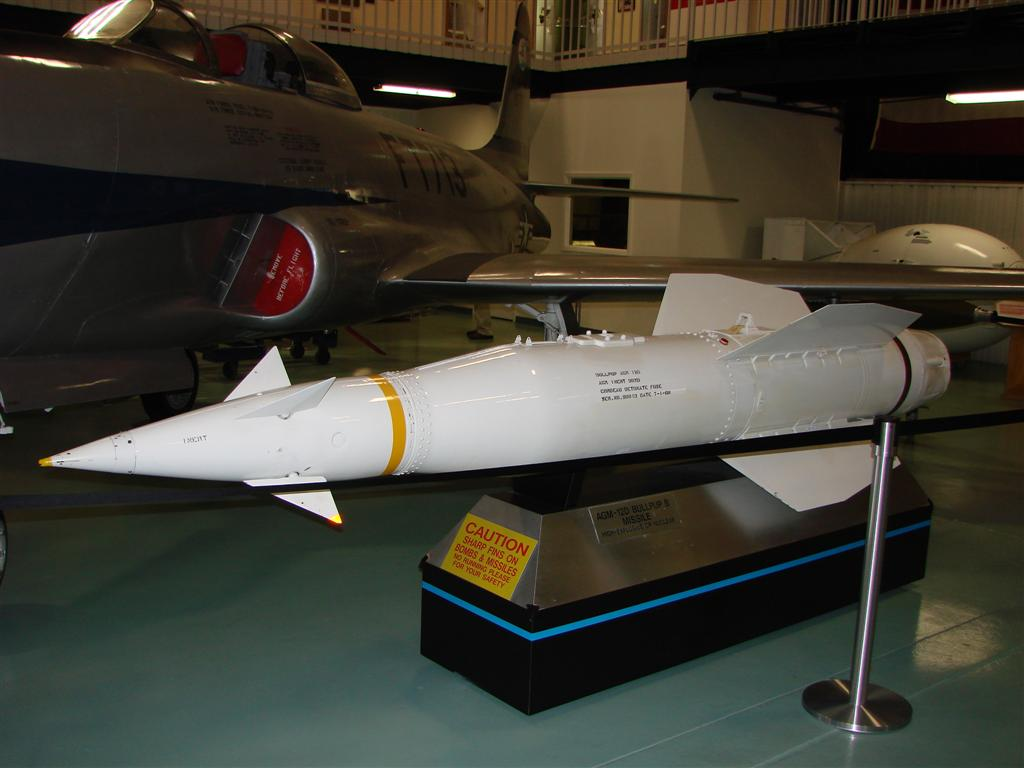
AGM-12D
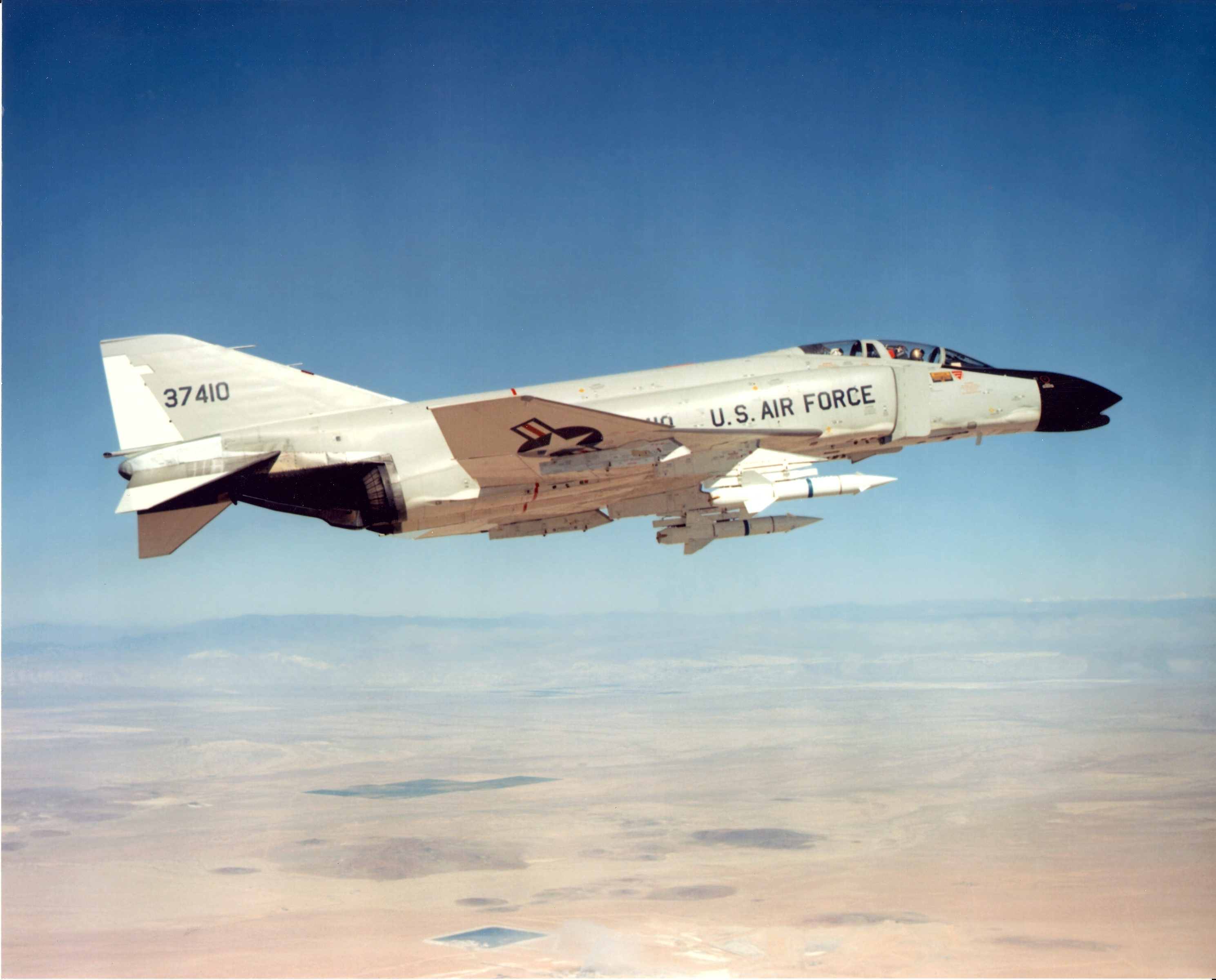
En F-4C Phantom II med två stycken AGM-12B